# I Wanna Be Your Man
"I Wanna Be Your Man" er en rock-sang skrevet af John Lennon og Paul McCartney. Den blev indspillet af både The Beatles og The Rolling Stones. Selvom The Beatles’ version er mere kendt i dag, var det The Rolling Stones’ version, der blev udgivet først.

## The Rolling Stones-version
The Rolling Stones version af nummeret - et tidligt hit for dem - var meget bluesinspireret og indeholdt Brian Jones' særprægede slideguitar. Det er også et af de få Stones-numre, hvor Jones synger kor. I USA blev sangen udgivet et stykke tid senere som b-side til "Not Fade Away". Det var den 6. marts 1964.
Ifølge kilder rendte enten The Rolling Stones manager/producer Andrew Loog Oldham eller The Rolling Stones selv ind i Lennon og McCartney på gaden, da disse vendte tilbage efter en frokost. Efter at have lyttet til Stones’ begyndelse til en single tog de med dem tilbage til studiet og færdiggjorde “I Wanna Be Your Man” – hvis vers de allerede havde arbejdet på – i hjørnet af lokalet mens de imponerede medlemmer af Rolling Stones så på . Mick Jagger fortalte om sangen i 1968: ”Nå, men vi kendte (The Beatles) på det tidspunkt og vi var ved at indspille og Andrew bragte Paul og John med til optagelse. De sagde de havde denne melodi… Jeg mener, den måde de sagde det på var alle tiders: ” Hej Mick, vi har denne her storslåede sang”. Så spillede de den, og vi syntes den lød meget reklameagtig, hvilket var hvad, vi havde ledt efter… ”
”I Wanna Be Your Man” blev indspillet med følgende musikere. Mick Jagger: vocal, Brian Jones: slideguitar og kor. Keith Richards: rytmeguitar, Bill Wyman: bas, Charlie Watts: trommer.
```
[
3
]
.
```

## The Beatles-version
The Beatles version blev sunget af Ringo Starr. Sangen er optaget på albummet With the Beatles. 
På "I Wanna Be Your Man" medvirkede John Lennon på rytmeguitar, Paul McCartney på bas, George Harrison guitar, og Ringo Starr trommer, maraca, og sang. George Martin spillede orgel.